# Gótarzés I.

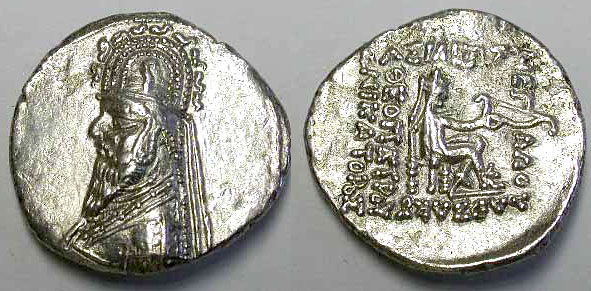
Gótarzova mince

Gótarzés I. (parthsky Godarz, akkadsky Gutarza, řecky Γωταρζης) byl parthský velkokrál z dynastie Arsakovců vládnoucí v letech 91/90–81/80 př. n. l. Podle některých autorů byl synem jménem neznámého prince, jehož otcem byl král Friapatios.
Moci se chopil jako protikrál Mithradata II. v Babylonii, jak dokládají klínopisné texty na hliněných tabulkách. Po Mithradatově smrti rozšířil sféru svého vlivu daleko na východ (Merv), není ale jisté, že byl uznáván v celé říši. Je možné, že v pozdější fázi vlády soupeřil o korunu i s Oródem I.